# Авијатик B.I
Авијатик B.I је немачки школски/извиђачки авион. Авион је први пут полетео 1914. године.

## Пројектовање и развој
Авион B.I је направљен на основу дизајна тркачког авиона из 1913. године и ушао је у употребу 1914. Конструктор је био   Роберт Вајлд а конструкција је била претежно од дрвета. Посада је седела у тандемском кокпиту, са посматрачем на предњем а пилотом на задњем седишту.

## Технички опис
Труп је имао основну дрвену конструкцију већим делом обложену шперплочама. Попречни пресек трупа је био правоугаоног облика, стим што је горња стана трупа била заобљена. На кљуну трупа се налазио линијски мотор обложен лименом капотажом. Предљи део трупа одмах иза мотора је био такође обложен алуминијумским лимом. У трупу су се налазиле две комотне отворене кабине пилота, са управљачким механизмом који је био комбинација полужног и жичаног система и сетом инструмената за контролу лета авиона и рада мотора и осматрача. Пилот је био заштићен ветробранским стаклом а имао је и наслон за главу.
Погонска група се састијала од једног 6-то цилиндричног, линијског, течношћу хлађенок мотора Мерцедес D.I снаге 147 kW (200 KS). Елиса је била дрвена четворокрака са фиксним кораком.
Крила су имала дрвену конструкцију са две рамењаче обложену платном. Горње и доње крило су били иста, конструктивно а по димензијама, доње крило има мањи размах од горњег. Са обе стране су крила са два пара вертикалних упорница везана међусобно.  А крајеви горњих крила су паром косих упорница повезано са доњим крилом. Дијагоналним жицама (затезачима) крила су додатно учвршћена. Крилца су била исте, дрвене конструкције пресвучене платном и налазила су се само на горњим крилима.
Реп авиона је био класичан, један вертикални и два хоризонтална стабилизатора дрвене конструкције пресвучене лепенком. Кормило правца и кормила дубине си имала метални конструкцију пресвучену импрегнираним платном.
Стајни трап је фиксан конвенционалног типа са крутом осовином, напред точкови а назад на репу авиона налази се еластична дрљача као трећа ослона тачка.

## Наоружање
Авион није био наоружан.

## Оперативно коришћење
Произведено је укупно око 360 0вих авиона. Овај авион се пре Првог светског рата користио као школски авион за обуку и тренажу пилота. Када је рат почео овај авион је коришћен као извиђачки авион а касније и као бомбардер. Авијатик B.I је значајан и ушао је у историју као први авион који је оборен на западном фронту. То је био први немачки авион који је био наоружан митраљезом. Када су на фронт стигли модернији и јачи извиђачки авиони ови авиони су повучени на другу линију и служили су за обуку пилота као и за курирске послове.
Поред производње у Немачкој и Аустроугарској овај авион се производио на основу лиценце у Италији под називом SAML C.1 и SAML C.2. Укупно је у Италији произведено 410 авиона оба типа.
Авијатик B.I је коришћен на готово свим ратиштима Првог светског рата.

## Земље које су користиле авион
- Немачко царство
- Аустроугарска
- Краљевина Италија
- Парагвај
- Турска